# Alex Jacob
Alex „Skim Milk“ Jacob (* 27. Oktober 1984 in Houston, Texas) ist ein professioneller US-amerikanischer Pokerspieler.

## Werdegang
Im Mai 2006 schloss Jacob sein Studium mit einem Abschluss in Wirtschaft und Mathematik an der Yale University ab. Danach begann er, professionell Poker zu spielen.
Schon vor seinem Diplom belegte er beim Main Event der World Poker Tour in Mashantucket den zweiten Platz und gewann über 655.000 US-Dollar. Bei der darauffolgenden World Series of Poker (WSOP) im Rio All-Suite Hotel and Casino am Las Vegas Strip erreichte er zwei Finaltische und kam insgesamt viermal in die Preisgeldränge. Im Oktober 2006 wurde Jacob zum jüngsten Sieger der United States Poker Championship. Er gewann mehr als 875.000 US-Dollar und reihte sich in die Siegergalerie mit Daniel Negreanu, John Hennigan und Men Nguyen ein. Im März 2007 gewann Jacob die Ultimate Poker Challenge Championship und ließ am Finaltisch unter anderem Vanessa Rousso, Hasan Habib, Shannon Shorr und Erik Cajelais hinter sich. Bei der WSOP 2007 machte er in erster Linie durch seinen Afro-Look auf sich aufmerksam, für den er den Spitznamen Mr. Fro-Poker erhielt. Ihm gelangen drei Preisgeldplatzierungen und ein dritter Platz bei einem Event der Variante No Limit Hold’em, für den er mehr als 280.000 US-Dollar erhielt. Bei der WSOP 2009 belegte Jacob einen mit rund 190.000 US-Dollar dotierten vierten Platz. Seitdem blieben größere Turniererfolge aus.
Insgesamt hat sich Jacob mit Poker bei Live-Turnieren über 2,5 Millionen US-Dollar erspielt. Er ist für seine Zuvorkommenheit und sportliche Fairness bei Pokerturnieren bekannt.

## Trivia
Jacob gewann 2015 sechs Ausgaben der Quizshow Jeopardy! und erhielt in seinen sieben Teilnahmen Preisgelder von über 150.000 US-Dollar. Durch seine Erfolge qualifizierte er sich im selben Jahr für das Jeopardy! Tournament of Champions, bei dem er sich den Sieg und somit weitere 250.000 US-Dollar sicherte.